# Acianthera granitica
Acianthera granitica là một loài thực vật có hoa trong họ Lan. Loài này được (Luer & G.A.Romero) Luer mô tả khoa học đầu tiên năm 2004.